# Trilasma bolivari
Espèce
Synonymes
- Ruaxphilos petrunkevitchou Goodnight & Goodnight, 1945

Trilasma bolivari est une espèce d'opilions dyspnois de la famille des Nemastomatidae.

## Distribution
Cette espèce est endémique du Mexique. Elle se rencontre dans les États de Puebla et du Morelos et à Mexico.

## Description
Le mâle holotype mesure 2,7 mm et la femelle paratype 2,9 mm.

## Systématique et taxinomie
Cette espèce a été décrite par Goodnight et Goodnight en 1942. Elle est placée dans le genre Ortholasma par Shear et Gruber en 1983 puis dans le genre Trilasma par Shear en 2010.
Ruaxphilos petrunkevitchou a été placée en synonymie par Gruber en 1978.

## Étymologie
Cette espèce est nommée en l'honneur de Cándido Luis Bolívar y Pieltáin.

## Publication originale
- Goodnight & Goodnight, 1942 : « Phalangida from Mexico. » American Museum Novitates, no 1211, p. 1–18 (texte intégral).